# الدوري الإيطالي 1938–39
الدوري الإيطالي الدرجة الأولى 1938–39 (بالإيطالية: Serie A 1938-1939)‏ هو موسم من الدوري الإيطالي الدرجة الأولى. أقيم خلال الفترة 18 سبتمبر 1938 وحتى 29 مايو 1939، وفاز فيه نادي بولونيا.